# Thanh Phong, Thanh Chương
Thanh Phong là một xã của huyện Thanh Chương, tỉnh Nghệ An, Việt Nam.

## Địa lý
Xã Thanh Phong có vị trí địa lý:
- Phía nam giáp xã Thanh Đồng và Thanh Ngọc
- Phía tây giáp xã Đại Đồng
- Phía bắc sang đông giáp các xã Xuân Sơn, Minh Sơn và Nhân Sơn thuộc huyện Đô Lương.

Trung tâm của xã là chợ Nông cách thị trấn Dùng 5 km về phía nam, cách thị trấn Đô Lương 13 km về phía tây bắc.

## Lịch sử, văn hóa
Khởi thủy với tên gọi xa xưa là Nông Xá, đến thời nhà Nguyễn xếp vào tổng Đại Đồng, phủ Đức Quang. Tên gọi xã Thanh Phong bắt đầu từ năm 1954 khi UBKCHC Liên Khu IV của Việt Minh chia huyện Thanh Chương thành 41 xã để quản lý.
Người dân nơi đây có truyền thống hiếu học, tính tình thẳng thắn, bộc trực nhưng tình nghĩa xóm làng, nền nếp.
Trải qua hai biến cố Xô viết Nghệ Tĩnh 1930-1931 và Cải cách ruộng đất 1953-1956 thì các chùa chiền miếu mạo đã bị Việt Minh phá hủy, duy nhất còn nhà thờ giáo họ Thanh Bang thuộc giáo phận Vinh.
Ngày nay Thanh Phong in đậm văn hóa họ tộc với các dòng họ lớn như: Nguyễn Hữu,Nguyễn Cảnh, Nguyễn Duy, Trần Duy, Nguyễn Đình, Trần Quốc, Trịnh Xuân, Trần Văn, Phan Văn, Nguyễn Trọng...
Xã có những di tích nổi tiếng lâu đời như: Cầu Làng, Chợ Nông, Cây Sui. Đặc biệt là hệ thống hầm ẩn nấp Rú Trè được xây dựng những năm 1960s dài hơn 300m có thể che giấu hơn 1000 người trong núi.
Nơi đây có những vị học cao như: PGS. TS Nguyễn Trọng Bằng; PGS. TS Nguyễn Trọng Phượng; PGS. TS Nguyễn Cảnh Nam; PGS.TS Nguyễn Duy Hiếu...

## Hành chính
Xã gồm 4 làng chính: Phong Hòa, Phong Diên, Phong Bang, Phong Phú.
Năm 1490 nhà Lê lập phủ Đức Quang, xứ Nghệ An
Năm 1831 vua Minh Mạng tách huyện Thanh Chương nhập vào phủ Anh Sơn, tỉnh Nghệ An
Năm 1919 chính quyền thực dân Pháp bỏ cấp phủ, chia tổng Đại Đồng thành xã Đại Đồng và Đồng Văn.
Năm 1954 chính quyền VNDCCH chia xã Đại Đồng thành 5 xã: Thanh Hưng, Thanh Văn, Thanh Tường, Thanh Đồng và Thanh Phong.
Năm 1985, chính quyền CHXHCNVN cho xã Thanh Phong chuyển đổi cơ cấu sản xuất từ kinh tế hợp tác xã tập trung bao cấp sang khoán đất cho dân với 2 hợp tác xã và 17 xóm.
Kể từ năm 2019, Thanh Phong được sắp xếp hành chính lại và chia làm 7 thôn xóm.

## Kinh tế
Xã Thanh Phong thuần túy về kinh tế nông nghiệp như trồng lúa, ngô, khoai, sắn.
Do là xã miền núi có địa hình phức tạp, thổ nhưỡng cằn cỗi, khí hậu thất thường, bão lũ xảy ra thường xuyên nên người dân nơi đây phải chịu nhiều cảnh mất mát tài sản và mùa màng thất thu. Cũng chính vì vậy mà Thanh Phong là một trong những xã nghèo nhất huyện Thanh Chương dù nơi đây có vị trí chiến lược quan trọng, thuận lợi về giao thông.